# Harrisia fragrans
Espèce
Classification APG III (2009)
Statut CITES
Harrisia fragrans, mieux connue sous le nom de pomme parfumée de Barbarie ou d’applecactus des Caraïbes, est une espèce de plantes à fleurs de la famille des Cactaceae. C'est un cactus rare trouvé seulement dans le Comté de Sainte-Lucie en Floride.

## Description
C'est un cactus qui pousse en hauteur avec de longues tiges étroites qui peuvent pousser jusqu'à 5 mètres de hauteur[réf. nécessaire]. Il est couvert d'épines jaunes qui peuvent atteindre 4 centimètres de long[réf. nécessaire].
Il produit de grosses fleurs tubulaires de couleur blanc ou rose, pouvant atteindre 20 centimètres de long[réf. nécessaire], qui sont délicatement parfumées et qui fleurissent la nuit. Son fruit est de forme sphérique et de couleur orange ou rouge, mesurant jusqu'à 6 centimètres de large[réf. nécessaire]. Ses fruits sont particulièrement appréciés des oiseaux qui aident à disperser les graines. Les cactus âgés de 19 ans ont une faible fécondité, tandis que les plus âgés, plus grand et donc plus susceptibles de survivre, ont une fécondité plus élevée[réf. nécessaire].